# Sławomir Maciejewski
Sławomir Maciejewski (ur. 21 kwietnia 1962 w Łodzi) – polski aktor teatralny i filmowy.

## Życiorys
W 1987 ukończył studia na wydziale aktorskim PWSFTviT w Łodzi. Dla studiów aktorskich, za namową żony i przyjaciół, przerwał studia na Politechnice Łódzkiej. Jego debiut teatralny miał miejsce 15 listopada 1986 roku, na deskach Teatru Studyjnego '83 im. Juliana Tuwima w Łodzi w sztuce Jak wam się podoba Williama Shakespeare’a, gdzie wcielił się w rolę Probierczyka.
Przez pierwsze pięć lat występował w Teatrze Studyjnym '83 im. Juliana Tuwima w Łodzi. W roku 1992 rozpoczął pracę w Teatrze im. Wilama Horzycy w Toruniu, gdzie bywał również asystentem reżysera. Jego najpopularniejsze oraz najbardziej uznane przez krytyków role teatralne to: Clov w Końcówce Samuela Becketta, Coleman Connor w Samotnym Zachodzie Martina McDonagh'a oraz Henryk w Ślubie Witolda Gombrowicza. Od 2013 roku aktor Teatru im. Juliusza Słowackiego w Krakowie.
Był pomysłodawcą cyklu spotkań z poezją Z zadyszki poetyckiej w Dworze Artusa w Toruniu, podczas których aktorzy Teatru im. Wilama Horzycy w Toruniu interpretują swoje ulubione wiersze, poematy i fragmenty utworów dramatycznych. Razem z innymi toruńskimi aktorami występował w Kabarecie Poniedziałek, w którym grał, śpiewał oraz pisał część tekstów. Poza aktorstwem i poezją jego wielką pasją jest kajakarstwo.
Sławomir Maciejewski jest także pomysłodawcą i autorem tekstów do recitalu „Siłownia”, którego premiera miała miejsce w sierpniu 2008 roku w Sopocie, sam też jest wykonawcą piosenek składających się na ten recital, natomiast przy fortepianie zasiada znany pianista – Bogdan Hołownia.
Należał do Związku Artystów Scen Polskich. Od maja 2006 roku jest członkiem Komisji ds. Repartycji i reprezentuje nowo powstały X bydgosko-toruński Oddział ZASP. W 2010 zrezygnował z członkostwa w ZASP.
Z pierwszą żoną, Dorotą, ma córkę Jadwigę. Od 2010 żonaty z Iwoną Kempą, polską reżyserką teatralną.

## Kariera teatralna

### Ośrodek Teatru OtwartegoKalamburwe Wrocławiu
- Nasz Julo czerwony Marian Pankowski (reż. Bogusław Litwiniec, 1987), jako młody emigrant

### Teatr Studyjny '83 im. Juliana Tuwima w Łodzi
- Jak wam się podoba William Szekspir (reż. Piotr Cieślak, 1986), jako Probierczyk
- Przygody Alicji w krainie czarów Lewis Carroll (reż. Paweł Nowicki, 1988), jako Koń
- Prometeusz i Syzyf Maria Konopnicka (reż. Jacek Andrucki, 1988), jako Prometeusz
- Woyzeck Georg Buchner (reż. Jacek Zembrzuski, 1989), jako Podoficer
- Makbet William Szekspir (reż. Andrzej Pawłowski, 1990), jako morderca
- Edyp królem Sofokles (reż. Mariusz Orski, 1990), jako Kreon

### Teatr Współczesny im. Edmunda Wiercińskiego we Wrocławiu
- Księga Hioba (reż. Piotr Cieplak, 2004), gościnnie, jako najmłodszy przyjaciel Hioba

### Teatr im. Wilama Horzycy w Toruniu

#### Jako aktor
- Niepokoje wychowanka Torlessa Robert Musil (reż. Krystyna Meissner, 1992), jako Torless
- Amerykański Blues (Jestem...) Henley Beth  (reż. Krystyna Meissner, 1992), jako John Polk
- Byk na dachu Darius Milhaud (reż. Wojciech Kępczyński, 1992)
- Biesy Fiodor Dostojewski (reż. Jan Maciejowski, 1993), jako Szygalew
- Historia o miłosnej czyli... Ariano Suassuna (reż. Bogusław Symotiuk, 1993), jako Chico
- Zemsta Aleksander Fredro (reż. Krystyna Meissner, 1994), jako Mularz
- Krakowiacy i górale Wojciech Bogusławski (reż. Andrzej Rozhin, 1994), jako Janek
- Nie igra się z miłością Alfred de Musset (reż. Marek Fiedor, 1994), jako Perdican
- Grupa Laokoona Tadeusz Różewicz (reż. Jan Różewicz, 1994), jako członek jury II
- Awantura w Chioggi Carlo Goldoni (reż. Wiesław Komasa, 1995), jako Titta-Nane
- Tygrys czy kobieta Shel Silverstein (reż. Krystyna Meissner, 1995), jako Głos Eddiego
- Klątwa Stanisław Wyspiański (reż. Tomasz Kowalski, 1996), jako ksiądz
- Karykatury Jan August Kisielewski (reż. Iwona Kempa, 1996), jako Stachowski
- Wesele Stanisław Wyspiański (reż. Krystyna Meissner, 1996), jako Jasiek
- Ożenek Mikołaj Gogol (reż. Marek Fiedor, 1997), jako Koczkariew
- Gwałtu, co się dzieje! Aleksander Fredro (reż. Andrzej Bubień, 1997), jako Jan Kanty Doręba
- Pinokio według Carla Collodiego (reż. Cezary Domagała, 1997), jako Knot; Biesiadnik
- Końcówka Samuel Beckett (reż. Iwona Kempa, 1998), jako Clov
- Pan Tadeusz Adam Mickiewicz (reż. Irena Jun, 1998), jako Tadeusz
- Piękna Lucynda Marian Hemar (reż. Wiesław Komasa, 1998), jako Wawrzonek
- Ryszard III William Szekspir (reż. Andrzej Bubień, 1999), jako sir William Catesby
- Skąpiec Molier (reż. Bogusław Semotiuk, 1999), jako Jakub; Strzałka
- Gra Cezary Domagała, Tomasz Bajerski  (reż. Cezary Domagała, 1999), jako mąż 1; Mężczyzna 1
- W 80 dni dookoła świata (reż. Jerzy Bielunas, 2000), jako dziennikarz; Rajdowiec; Murzyn
- Kronika wypadków miłosnych Tadeusz Konwicki (reż. Sebastian Majewski, 2000), jako Lowa
- Anioły w Ameryce Tony Kushner (reż. Marek Fiedor, 2000), jako Walter Prior
- Iwona księżniczka Burgunda Witold Gombrowicz (reż. Andrzej Rozhin, 2001), jako Dworzanin
- Don Juan Molier (reż. Maciej Sobociński, 2001), jako Sganarel
- Kocham Paryż (reż. Jerzy Bielunas, 2001)
- Samotny zachód Martin McDonagh (reż. Iwona Kempa, 2002), jako Coleman Connor
- Marat/Sade Peter Weiss (reż. Andrzej Bubień, 2003), jako Jean Paul Marat
- Sztuka Yasmina Reza (reż. Iwona Kempa, 2003), jako Marc
- Kopciuszek Jan Brzechwa (reż. Wiesław Komasa, 2003), jako Wodzirej
- Woyzeck Georg Buchner (reż. Iwona Kempa, 2004), jako Woyzeck
- Ślub Witold Gombrowicz (reż. Elmo Nuganen, 2004), jako Henryk
- Niebieski niebieski niebieski Zoltan Egressy (reż. Iwona Kempa, 2005), jako Toto
- Uroczystość Thomas Vinterberg, Mogens Rukov (reż. Norbert Rakowski, 2005), jako Michael, młodszy syn
- Pułapka Tadeusz Różewicz (reż. Peter Gothar, 2005), jako Maks
- Sen nocy letniej William Szekspir (reż. Paweł Łysak, 2006), jako Spodek
- Plaża Peter Asmussen (reż. Iwona Kempa, 2006), jako Jan
- Dwa i pół miliarda sekund Samuel Beckett (reż. Iwona Kempa, 2007), jednoaktówki: Partia solowa, Kwadrat
- Opera żebracza John Gay (reż. zespół, 2007), jako pani Peachum
- Pakujemy manatki. Komedia na osiem pogrzebów Levin Hanoch (reż. Iwona Kempa, 2007), jako Elkanan
- Niestworzona historia albo Ostatni tatuś Michał Walczak (reż. Gabriel Gietzky, 2007), jako król Chuliganów
- Maria Stuart Fryderyk Schiller (reż. Grzegorz Wiśniewski, 2008), jako Dudlmy
- In Extremis. Historia Abelarda i Heloizy Howard Brenton (reż. Iwona Kempa, 2008), jako Bernard z Clairvaux,
- Obywatel. Historia z piosenkami Republiki Grzegorz Ciechowski (reż. Jacek Bończyk, 2008), jako Autokrata
- Ślubuję ci miłość i wierność János Háy (reż. Iwona Kempa), 2009, jako Franio
- Kaleka z Inishmaan Martin McDonagh (reż. Iwona Kempa), 2009, jako Jonnypateenmike
- Dzika kaczka Henrik Ibsen (reż. Agnieszka Lipiec-Wróblewska, 2009), jako Hjalmar Ekdal
- Caritas. Dwie minuty ciszy Lies Pauwels (2009)
- Zimowe ceremonie Hanoch Levin (reż. Iwona Kempa, 2010), jako Laczek Bobiczek
- Gody życia Stanisław Przybyszewski (reż. Iwona Kempa, 2011) jako Wacław Drwęski
- Cosi, gdziesi, kajsi, ktosi Stanisław Wyspiański (reż. Sławomir Maciejewski, 2011)
- Dziedzictwo Estery Sándor Márai (reż. Partum Pia, 2012), jako Lajos
- Nadia. Portret wielokrotny Antoni Czechow (reż. Agnieszka Lipiec-Wróblewska, 2012), jako Pawłowicz
- O miłości Lars Norén (reż. Iwona Kempa, 2012), jako postać: C

#### Jako asystent reżysera
- Don Juan Molier (reż. Maciej Sobociński, 2001)
- Niebieski niebieski niebieski Zoltan Egressy (reż. Iwona Kempa, 2005)
- Plaża Peter Asmussen (reż. Iwona Kempa, 2006)
- Dwa i pół miliarda sekund Samuel Beckett (reż. Iwona Kempa, 2007)
- Pakujemy manatki. Komedia na osiem pogrzebów Levin Hanoch (reż. Iwona Kempa, 2007)
- In Extremis. Historia Abelarda i Heloizy Howard Brenton (reż. Iwona Kempa, 2008)
- Kaleka z Inishmaan Martin McDonagh (reż. Iwona Kempa, 2009)
- O miłości Lars Norén (reż. Iwona Kempa, 2012)

### Teatr Na Woli im. Tadeusza Łomnickiego w Warszawie
- Śpiewniczek upiornych kantyczek (reż. Jerzy Satanowski, 2006)

### Teatr im. Juliusza Słowackiego w Krakowie

#### Jako aktor
- Rozmowy poufne Ingmar Bergman (reż. Iwona Kempa, 2008), jako Henryk
- Maskarada Michał Lermontow (reż. Kolada Nikołaj, 2013), jako Nieznajomy
- Niżyński. Zapiski z otchłani Anna Burzyńska (reż. Opalski Józef, 2013), jako Sergiusz Diagilew/Emma
- Z miłości Peter Turrini (reż. Iwona Kempa, 2014), jako Michael Weber
- Wszechświat w pigułce Burt Simon (reż. Iwona Kempa, 2015)
- Rytuał Ingmar Bergman (reż. Iwona Kempa, 2015), jako Sędzia
- Dzieje upadków Honore de Balzac (reż. Małgorzata Warsicka, 2016)
- Bardzo tanie przedstawienie z bardzo ważnych powodów zrobione tylko raz. Chyba (reż. Duda-Gracz Agata, 2016), jako Tomeczek
- Wyspiański wyzwala Stanisław Wyspiański (reż. Roszkowski Jakub, Brzyk Remigiusz, Świątek Paweł, Warsicka Małgorzata, 2016)

#### Jako asystent reżysera
- Z miłości Peter Turrini (reż. Iwona Kempa, 2014)

### Małopolski Ogród Sztuki w Krakowie
- Śpią wystawy Martyna Lechman (reż. Krzysztof Popiołek, 2014)

### Teatr Bagatela im. Tadeusza Boya-Żeleńskiego w Krakowie
- Ławeczka Aleksander Gelman (reż. Ingmar Villqist, 2013), jako On

### Teatr Polskiego Radia
- Łowcy głów Maciej Tomasz Trojanowski (reż. Andrzej Jarski, 2004), jako Rybak
- Motel w pół drogi Adam Bauman, Janusz Kukuła (reż. Janusz Kukuła, 2007), jako Aspirant Stefaniak
- Ławeczka Aleksander Gelman (reż. Ingmar Villqist, 2013), jako On

## Filmografia

### Filmy i seriale
- Na Wspólnej – Marian Kostka (2014–2015)
- Czas honoru  – major Dowgiałło (2013)
- Defekt – seria II (2005)
- Magda M.  – seria I, odcinek 5, jako adwokat Turski, (2005)
- Sława i chwała – odcinek 6 pt. Koniec pięknego lata (1997)
- Daens, jako komisarz (1993)
- Pogranicze w ogniu – odcinki 11, 13, 20, 23, jako podwładny Sarny (1991)
- Co lubią tygrysy, jako kelner (1989)
- Kornblumenblau, jako Służący Kornblumenblaua w kobiecym stroju (1988)
- Trójkąt bermudzki, jako Tadzio, turysta w chacie Henryka (1987)
- W cieniu nienawiści, jako Szpicel (1985)

### Teatr TV
- Tamten Gabriela Zapolska (reż. Maciej Prus, 1988), jako Bogdański
- Poobiednie igraszki Roma Mahieu (reż. Kazimierz Kutz, 1988)
- Wesele Stanisław Wyspiański (reż. Adam Hanuszkiewicz, 1987), jako Dziennikarz

### Teatr dla dzieci
- Zaczarowane jezioro Arkadiusz Jakubik (reż. Krystyna Meissner, Władysław Janicki, 1996)

### Etiudy szkolne PWSFTviT
- Zbrodnia i kara, jako agent (1985)
- Par Avion (1985)

## Nagrody
- 1995 – Nagroda XX Opolskich Spotkań Teatralnych za rolę Janka w spektaklu Krakowiaki i górale w Teatrze im. Wilama Horzycy w Toruniu
- 1999 – Wyróżnienie na XXXIX Kaliskich Spotkaniach Teatralnych za rolę Clova w spektaklu Końcówka Samuela Becketta w Teatrze im. Wilama Horzycy w Toruniu
- 2000 – Andrzej 2002, nagroda za walory komiczne wykonywanych piosenek podczas XXIII Przeglądu Piosenki Aktorskiej we Wrocławiu
- 2002 – Złota Maska, nagroda w plebiscycie czytelników Gazety Pomorskiej dla najpopularniejszego aktora sezonie 2001/2002
- 2002 – Nagroda marszałka województwa kujawsko-pomorskiego z okazji Międzynarodowego Dnia Teatru
- 2002 – Statuetka Wilama, nagroda dla najlepszego aktora Teatru im. Wilama Horzycy w Toruniu wybieranego w plebiscycie popularności publiczności
- 2002 – Nagroda Societas Toruniensis na XII Międzynarodowym Festiwalu Teatralnym Kontakt w Toruniu za rolę Colemana Connora w spektaklu Samotny Zachód w Teatrze im. Wilama Horzycy w Toruniu
- 2003 – Tytuł Artysty Roku Torunia w dziedzinie teatru
- 2003 – Główna Nagroda Aktorska na XLIII Kaliskich Spotkaniach Teatralnych za rolę Colemana Connora w przedstawieniu Samotny Zachód w Teatrze im. Wilama Horzycy w Toruniu
- 2003 – Nagroda Ludowego Towarzystwa Naukowo-Kulturalnego na XXXVIII Ogólnopolskim Przeglądzie Teatrów Małych Form Kontrapunkt w Szczecinie za rolę Colemana Connora w spektaklu Samotny zachód w Teatrze im. Wilama Horzycy w Toruniu
- 2004 – Złota Kareta, nagroda redakcji Nowości w dziedzinie kultury
- 2004 – Nagroda marszałka województwa kujawsko-pomorskiego z okazji Międzynarodowego Dnia Teatru
- 2005 – Nagroda marszałka województwa kujawsko-pomorskiego z okazji Międzynarodowego Dnia Teatru
- 2005 – Nagroda XXX Opolskich Spotkań Teatralnych za rolę Henryka w spektaklu Ślub Witolda Gombrowicza w Teatrze im. Wilama Horzycy w Toruniu
- 2006 – Grand Prix 46. Kaliskich Spotkań Teatralnych za rolę Henryka w spektaklu Ślub Witolda Gombrowicza w Teatrze im. Wilama Horzycy w Toruniu
- 2007 – Nagroda marszałka województwa kujawsko-pomorskiego z okazji Międzynarodowego Dnia Teatru
- 2007 – Perła Sąsiadów w nurcie głównym II Festiwalu Teatrów Europy Środkowej w Lublinie za rolę Jana w spektaklu Plaża Petera Asmussena w Teatrze im. Wilama Horzycy w Toruniu
- 2008 – Wyróżnienie aktorskie na VII Festiwalu Prapremier 2008 w Bydgoszczy za rolę Bernarda z Clairvaux w spektaklu „In Extremis” w Teatrze im. Wilama Horzycy w Toruniu
- 2008 – Nagroda Uniwersytetu Mikołaja Kopernika w Toruniu za rolę Bernarda z Clairvaux w spektaklu „In Extremis” w Teatrze im. Wilama Horzycy w Toruniu
- 2010 – Statuetka Wilama po raz drugi, nagroda dla najlepszego aktora Teatru im. Wilama Horzycy w Toruniu wybieranego w plebiscycie popularności publiczności.